# Paul Gulacy
Paul Gulacy, né le 15 août 1953, est un dessinateur américain de comics.

## Biographie
Paul Gulacy naît en 1953 aux États-Unis. Il est assistant de Dan Adkins, en même temps que Val Mayerik et P. Craig Russell. Son premier travail rémunéré est le premier épisode de Morbius, the Living Vampire paru dans Fear numéro 20, édité par Marvel Comics. Il travaille dans les années 1970 pour cet éditeur où il réalise des histoires de vampires ou des séries mettant en scène des adeptes du kung fu comme Shang-Chi dans des magazines en noir et blanc. Il est aussi le dessinateur attitré du comic book Master of Kung Fu. Cependant, lassé de travailler sur des comics, il commence une carrière d'illustrateur pour des romans ou des publicitésIl revient ensuite chez Marvel, qu'il quitte lorsqu'il a l'occasion de dessiner Batman pour DC Comics.  En 1978, il travaille avec Don McGregor sur le premier roman graphique destiné uniquement aux magasins spécialisés de comics, intitulé Sabre: Slow Fade of an Endangered Species, et publié par Eclipse Comics. Dans les années 1980, il continue à être publié par Eclipse Comics, puis, dans les années 1990, il travaille pour Topps, Valiant Comics, Dark Horse où il dessine une histoire de James Bond, avant de revenir d'abord chez DC puis chez Marvel.

## Œuvres
La proie d'Hugo Strange (avec Doug Moench)

## Analyse de l’œuvre
Paul Gulacy adopte un style réaliste.

## Récompenses
- 1981 : Prix Inkpot
- 1997 :  Prix Haxtur du meilleur dessin et du finaliste ayant obtenu le plus de votes pour Batman versus Predator 2